# Tierna Davidson
Tierna Davidson (Menlo Park, 19 settembre 1998) è una calciatrice statunitense, difensore del NJ/NY Gotham e della nazionale statunitense.

## Palmarès

### Calcio universitario
- NCAA Division I Women's Soccer Tournament: 1

Stanford Cardinal: 2017

### Nazionale
- Campionato mondiale: 1

2019
- Oro olimpico: 1

Parigi 2024
- Bronzo olimpico: 1

Tokyo 2020
- SheBelieves Cup: 3

2018, 2020, 2021, 2022

### Individuale
- Migliore giovane calciatrice della National Women's Soccer League: 1

2018